# Pearl Beach
Pearl Beach é uma Região censo-designada localizada no estado americano de Michigan, no Condado de St. Clair.

## Demografia
Segundo o censo americano de 2000, a sua população era de 3224 habitantes.

## Geografia
De acordo com o United States Census Bureau tem uma área de
8,0 km², dos quais 5,5 km² cobertos por terra e 2,5 km² cobertos por água.

## Localidades na vizinhança
O diagrama seguinte representa as localidades num raio de 24 km ao redor de Pearl Beach.